# Volta a Catalunya de 1991
La Volta a Catalunya de 1991 va ser 71a edició de la Volta Ciclista a Catalunya. Es disputà en 7 etapes del 9 al 12 de setembre de 1991 amb un total de 877,3 km. El vencedor final fou el navarrès Miguel Induráin de l'equip Banesto per davant del seu company d'equip Pedro Delgado i d'Alex Zülle de l'ONCE.
La cursa començava amb la novetat de la Contrarellotge per equips posada en la primera jornada.
Després de guanyar el seu primer Tour, Induráin, s'endú la Volta gràcies la victòria a la contrarellotge d'Igualada i a defensar-se bé a l'etapa del Mont Caro. Domini clar de l'equip Banesto. Cal destacar la bona classificació del suís Zülle en una de les seves primeres curses com a professional.

## Etapes
| Etapa | Data           | Ciutats d'etapa             | km    | Vencedor de l'etapa          | Líder de la general      |
| ----- | -------------- | --------------------------- | ----- | ---------------------------- | ------------------------ |
| 1a    | 6 de setembre  | Manresa – Manresa (CRE)     | 17,0  | ONCE (ESP)                   | Marino Lejarreta (ESP)   |
| 2a    | 7 de setembre  | Manresa – Platja d'Aro      | 181,0 | Mathieu Hermans (NED)        | Marino Lejarreta (ESP)   |
| 3a A  | 8 de setembre  | Blanes – Barcelona          | 81,5  | Maurizio Fondriest (ITA)     | Marino Lejarreta (ESP)   |
| 3a B  | 8 de setembre  | Barcelona – Rubí            | 76,0  | Maurizio Fondriest (ITA)     | Maurizio Fondriest (ITA) |
| 4a    | 9 de setembre  | Rubí - Mollerussa           | 172,2 | Alfonso Gutiérrez (ESP)      | Maurizio Fondriest (ITA) |
| 5a    | 10 de setembre | Tarragona - Tarragona (CRI) | 25,2  | Miguel Induráin (ESP)        | Miguel Induráin (ESP)    |
| 6a    | 11 de setembre | Salou – Mont Caro           | 158,2 | Lucho Herrera (COL)          | Miguel Induráin (ESP)    |
| 7a    | 12 de setembre | Tortosa – Tortosa           | 166,2 | Djamolidín Abdujapàrov (URS) | Miguel Induráin (ESP)    |

### 1a etapa[1]
06-09-1991: Manresa), 17,0 km. (CRE):
|   | Equip     | Temps   |
| - | --------- | ------- |
| 1 | ONCE      | 19' 16" |
| 2 | Panasonic | + 1"    |
| 3 | Kelme     | + 4"    |

|   | Ciclista               | Equip | Temps   |
| - | ---------------------- | ----- | ------- |
| 1 | Marino Lejarreta (ESP) | ONCE  | 19' 16" |
| 2 | Melcior Mauri (ESP)    | ONCE  | m. t.   |
| 3 | Stephen Hodge (AUS)    | ONCE  | m. t.   |

### 2a etapa[2]
07-09-1991: Manresa – Platja d'Aro, 181,0 km.:
|   | Ciclista              | Equip         | Temps      |
| - | --------------------- | ------------- | ---------- |
| 1 | Mathieu Hermans (NED) | Lotus-Festina | 4h 42' 18" |
| 2 | Jesper Skibby (DEN)   | TVM           | m. t.      |
| 3 | Rudy Dhaenens (BEL)   | Panasonic     | m. t.      |

|   | Ciclista               | Equip | Temps      |
| - | ---------------------- | ----- | ---------- |
| 1 | Marino Lejarreta (ESP) | ONCE  | 5h 01' 34" |
| 2 | Melcior Mauri (ESP)    | ONCE  | m. t.      |
| 3 | Joan Llaneras (ESP)    | ONCE  | m. t.      |

### 3a etapa A[3]
08-09-1991: Blanes – Barcelona, 81,5 km.:
|   | Ciclista                 | Equip         | Temps      |
| - | ------------------------ | ------------- | ---------- |
| 1 | Maurizio Fondriest (ITA) | Panasonic     | 2h 00' 46" |
| 2 | Roberto Pagnin (ITA)     | Lotus-Festina | m. t.      |
| 3 | Gert-Jan Theunisse (NED) | TVM           | m. t.      |

|   | Ciclista               | Equip | Temps      |
| - | ---------------------- | ----- | ---------- |
| 1 | Marino Lejarreta (ESP) | ONCE  | 7h 02' 20" |
| 2 | Melcior Mauri (ESP)    | ONCE  | m. t.      |
| 3 | Stephen Hodge (AUS)    | ONCE  | m. t.      |

### 3a etapa B[3]
08-09-1991: Barcelona - Rubí, 76,0 km. :
|   | Ciclista                 | Equip               | Temps      |
| - | ------------------------ | ------------------- | ---------- |
| 1 | Maurizio Fondriest (ITA) | Panasonic           | 1h 43' 13" |
| 2 | Alfonso Gutiérrez (ESP)  | Paternina-Don Zoilo | + 1"       |
| 3 | Malcolm Elliott (GBR)    | Seur                | + 2"       |

|   | Ciclista                 | Equip     | Temps      |
| - | ------------------------ | --------- | ---------- |
| 1 | Maurizio Fondriest (ITA) | Panasonic | 8h 45' 32" |
| 2 | Rudy Dhaenens (BEL)      | Panasonic | + 1"       |
| 3 | Marino Lejarreta (ESP)   | ONCE      | m. t.      |

### 4a etapa[4]
09-09-1991: Rubí - Mollerussa, 172,2 km.:
|   | Ciclista                | Equip               | Temps      |
| - | ----------------------- | ------------------- | ---------- |
| 1 | Alfonso Gutiérrez (ESP) | Paternina-Don Zoilo | 4h 05' 30" |
| 2 | Mathieu Hermans (NED)   | Lotus-Festina       | m. t.      |
| 3 | Jesper Skibby (DEN)     | TVM                 | m. t.      |

|   | Ciclista                 | Equip     | Temps       |
| - | ------------------------ | --------- | ----------- |
| 1 | Maurizio Fondriest (ITA) | Panasonic | 12h 51' 02" |
| 2 | Rudy Dhaenens (BEL)      | Panasonic | + 1"        |
| 3 | Marino Lejarreta (ESP)   | ONCE      | m. t.       |

### 5a etapa[5]
10-09-1991: Tarragona, 25,2 km. (CRI):
|   | Ciclista                    | Equip         | Temps   |
| - | --------------------------- | ------------- | ------- |
| 1 | Miguel Indurain (ESP)       | Banesto       | 30' 46" |
| 2 | Dimitri Vassiltchenko (URS) | Lotus-Festina | + 28"   |
| 3 | Iuri Manúilov (URS)         | Lotus-Festina | + 43"   |

|   | Ciclista              | Equip         | Temps       |
| - | --------------------- | ------------- | ----------- |
| 1 | Miguel Indurain (ESP) | Banesto       | 13h 22' 11" |
| 2 | Iuri Manúilov (URS)   | Lotus-Festina | + 31"       |
| 3 | Stephen Hodge (AUS)   | ONCE          | + 42"       |

### 6a etapa[6]
11-09-1992: Salou – Mont Caro, 158,2 km.:
|   | Ciclista             | Equip    | Temps      |
| - | -------------------- | -------- | ---------- |
| 1 | Lucho Herrera (COL)  | Postobón | 4h 16' 16" |
| 2 | Pedro Delgado (ESP)  | Banesto  | + 12"      |
| 3 | Piotr Ugriúmov (URS) | Seur     | + 24"      |

|   | Ciclista              | Equip   | Temps       |
| - | --------------------- | ------- | ----------- |
| 1 | Miguel Indurain (ESP) | Banesto | 17h 38' 54" |
| 2 | Pedro Delgado (ESP)   | Banesto | + 1' 00"    |
| 3 | Alex Zülle (SUI)      | ONCE    | + 1' 28"    |

### 7a etapa[7]
12-09-1991: Tortosa, 166,2 km.:
|   | Ciclista                            | Equip          | Temps     |
| - | ----------------------------------- | -------------- | --------- |
| 1 | Djamolidín Abdujapàrov (URS)        | Carrera        | 4h 8' 56" |
| 2 | Mathieu Hermans (NED)               | Lotus-Festina  | m. t.     |
| 3 | Juan Carlos González Salvador (ESP) | Puertas Mavisa | m. t.     |

|   | Ciclista              | Equip   | Temps       |
| - | --------------------- | ------- | ----------- |
| 1 | Miguel Indurain (ESP) | Banesto | 21h 35' 56" |
| 2 | Pedro Delgado (ESP)   | Banesto | + 1' 00"    |
| 3 | Alex Zülle (SUI)      | ONCE    | + 1' 28"    |

## Classificació General
|    | Ciclista                 | Equip           | Temps       |
| -- | ------------------------ | --------------- | ----------- |
| 1  | Miguel Indurain (ESP)    | Banesto         | 21h 35' 56" |
| 2  | Pedro Delgado (ESP)      | Banesto         | + 1' 00"    |
| 3  | Alex Zülle (SUI)         | ONCE            | + 1' 28"    |
| 4  | Álvaro Mejía (COL)       | Postobón        | + 1' 32"    |
| 5  | Piotr Ugriúmov (URS)     | Seur            | + 1' 36"    |
| 6  | Stephen Hodge (AUS)      | ONCE            | + 1' 42"    |
| 7  | Federico Echave (ESP)    | Clas            | + 1' 52"    |
| 8  | Oliverio Rincón (COL)    | Kelme-Ibexpress | + 2' 20"    |
| 9  | Andrew Hampsten (USA)    | Motorola        | + 2' 21"    |
| 10 | Javier Murguialday (ESP) | Amaya           | + 2' 25"    |

## Classificacions secundàries
|   | Ciclista             | Equip    | Punts    |
| - | -------------------- | -------- | -------- |
| 1 | Lucho Herrera (COL)  | Postobón | 22 punts |
| 2 | Piotr Ugriúmov (URS) | Seur     | 20 punts |
| 3 | Pedro Delgado (ESP)  | Banesto  | 18 punts |

|   | Ciclista                    | Equip          | Punts    |
| - | --------------------------- | -------------- | -------- |
| 1 | Miquel Àngel Iglesias (ESP) | Puertas Mavisa | 13 punts |
| 2 | Antoni Esparza (ESP)        | Wigarma        | 10 punts |
| 3 | Joan Llaneras (ESP)         | ONCE           | 3 punts  |

|   | Ciclista                 | Equip               | Punts    |
| - | ------------------------ | ------------------- | -------- |
| 1 | Maurizio Fondriest (ITA) | Panasonic           | 82 punts |
| 2 | Mathieu Hermans (NED)    | Lotus-Festina       | 69 punts |
| 3 | Alfonso Gutiérrez (ESP)  | Paternina-Don Zoilo | 55 punts |

|   | Equip    | Nacionalitat | Temps       |
| - | -------- | ------------ | ----------- |
| 1 | Banesto  | Espanya      | 64h 54' 21" |
| 2 | Clas     | Espanya      | + 45"       |
| 3 | Postobón | Colòmbia     | + 51"       |